# Parada (Villar de Barrio)
Parada (llamada oficialmente Paradas) es una aldea situada en la parroquia de Maus, del municipio de español de Villar de Barrio, en la provincia de Orense, Galicia.

## Demografía
| Gráfica de evolución demográfica de Parada entre 2000 y 2023 |
|                                                              |
| Datos según el nomenclátor publicado por el INE.             |